# 軍師
軍師，古代官職名，職掌之一。此外又有掌監察軍務者，相當於現代的參謀性質。由於小說戲曲中所說在軍中擔任謀劃的角色，影響所及，後世形容負責出謀劃策的人物，也會被稱為軍師。
晉朝時為避司馬師之名諱，軍師改稱軍司。

## 官制軍師
起始於兩漢交替時期（即新朝末年，東漢初年），軍師在當時相當於幕僚，為將領出謀劃策，並非正式官職，待政局安穩後即廢止。
東漢末期，天下大亂，軍師一職再度出現，此一時期，軍師之權相當於將軍，如：軍師中郎將、軍師將軍等職。而此時這些職務已是正式官名，諸如盧植、蔡瑁、李典、諸葛亮等，皆曾擔任過此類職務。
在當時，於曹操軍中，亦設有軍師祭酒、中軍師等職，主要擔當曹操之幕僚、策士，如：陳琳、荀攸、郭嘉等人。曹魏建國後，設有大將軍軍師一職，主要為督軍之職。如：司馬懿與漢軍交戰之時，朝廷即派辛毗為大將軍軍師前往督軍。
兩晉時期，「軍師」一詞為避諱景帝司馬師之「師」字，而更名為「軍司」，職責同曹魏，主要為督軍。

### 相關詞語
軍隊
《禮記·檀弓上》：「謀人之軍師，敗則死之；謀人之邦邑，危則亡之。」
漢蔡邕《黃鉞銘》：「昔在梁州，柔遠能邇，不煩軍師，而車師克定。」
《後漢書·龐參傳》：「陛下愍百姓之傷痍，哀黎元之失業，單竭府庫以奉軍師。」
古軍官名
《後漢書·隗囂傳》：「囂既立，遣使聘請平陵人方望，以為軍師。」
《資治通鑑·漢獻帝建安十三年》：「備以諸葛亮為軍師中郎將。”胡三省注：“軍師，亦古將軍號。」
太平天國軍銜
太平天國僅東、西、南、北四王可加軍師銜，其名位甚高。中國近代史資料叢刊《太平天國·天朝田畝制度》：「丞相禀軍師，軍師奏天王，天王降旨，軍師遵行。」

## 中國軍師

### 西周
- 姜尚（太公望）－周文王的軍師

### 東周
- 孫武
- 鬼谷子
- 孫臏
- 范蠡

### 漢
- 張良
- 陳平
- （蕭何的工作接近後勤補給，而非如軍師直接指揮作戰）

### 三國

#### 曹魏
荀攸、華歆任此職。《三國志·魏書·荀攸傳》謂曹操取冀州，皆軍師荀攸之謀。攸旋轉為中軍師。
- 荀彧－曹操的軍師
- 郭嘉－曹操的軍師
- 賈詡－曹操的軍師
- 成公英 — 對韓遂絕對忠心，韓遂死後投奔曹操。[3]

#### 蜀漢
- 《三國志·諸葛亮傳》言劉備以諸葛亮為軍師中郎將[4]，劉備稱漢中王後進為軍師將軍[5]，號稱「臥龍」。
- 龐統，與諸葛亮齊名的軍師，同與亮被任命為軍師中郎將，號稱「鳳雛」。
- 法正，為劉備擘劃奪取益州事宜，益州平定之後就任蜀郡太守，一方面管理都畿，一方面擔任首席戰略顧問[6]。
- 魏延，諸葛亮掌政期間以征西大將軍兼任前軍師，主理前線戰事決策。
- 鄧芝，建興十二年出任前軍師，督領江州軍事。

#### 吴
- 全琮：孫權時期左軍師兼右大司馬[7]
- 朱然：孫權時期右軍師兼左大司馬[8]
- 张悌：《三國志·孙皓傳》：八月。以军师张悌为丞相，牛渚都督何植为司徒。

### 晉
- 衛瓘。[9]

### 唐
- 李勣
- 房玄齡
- 杜如晦

### 元
- 耶律楚材
- 劉秉忠

### 明
- 劉伯溫－朱元璋的軍師
- 姚广孝－朱棣的軍師

### 太平天國
太平天国在军政方面实行军师负责制，军师相当于政府首脑和军事统帅。
成軍初期以楊秀清為左輔正軍師，蕭朝貴為右弼又正軍師，馮雲山為前導副軍師，韋昌輝為後護又副軍師。
後期，以洪仁玕為精忠軍師，石達開則有公忠又副軍師之號，李秀成為護國軍師，陳玉成為勇忠軍師，李世賢為正忠軍師。楊輔清為愨忠軍師。

## 日本知名軍師
在日本戰國，因軍學素養或以軍事家著稱，而被稱為軍師的僅山本勘助、宇佐美駿河守定行、太原雪斎、立花道雪四人，其他大部分是武士出身、有謀略之「謀士」，有些軍師通常泛指在集團裡為主君出謀劃策而影響時局有所貢獻的「謀主」，亦有專長於政略或軍略等單一專長技術而被稱為「軍師」。
由於大眾文化影響，現代只要負責出謀獻策的角色，均可稱為謀主、謀士與軍師，界線已較模糊。

### 軍師
- 太原雪齋－今川義元的軍師
- 山本勘助－武田信玄的軍師
- 宇佐美定滿－上杉謙信越後流軍學的軍師
- 海北綱親－淺井長政的軍師
- 角隈石宗－大友宗麟的軍師
- 竹中重治－豊臣秀吉的軍師
- 黒田孝高－豊臣秀吉的軍師
- 島左近－石田三成的軍師
- 本多正信－德川家康的軍師
- 片倉景綱－伊達政宗的軍師
- 直江兼続－上杉景勝的軍師
- 岩切善信－島津忠良的軍師
- 川田義朗－島津義久的軍師
- 多目元忠－北条氏康的軍師
- 鍋島直茂－龍造寺隆信的軍師
- 傑山雲勝－本庄繁長的軍師
- 沼田祐光－津輕為信的軍師
- 明石全登－宇喜多秀家的軍師

### 謀主
- 本庄實乃－上杉謙信軍學啟蒙的謀主
- 直江景綱－上杉謙信政略方面的謀主
- 大藤信基－北条氏綱在鐵砲與軍略方面的謀主
- 壽桂尼－今川氏親制定『今川仮名目録』分國法影響今川家四代政略的謀主
- 真田幸隆－武田信玄攻略北信濃的謀主
- 馬場信春－武田勝賴軍略方面的謀主
- 高坂昌信－武田勝賴建構「甲相同盟」外交戰略的謀主

## 虛構之軍師

### 《水滸傳》
- 吳用，梁山泊宋江軍師，滿腹經綸，通曉六韜三略，足智多謀，常以諸葛亮自比，道號「加亮先生」，人稱「智多星」，然而由於認同宋江接受朝廷招安討伐方臘，最終導致梁山好漢大半折損、宋江討平方臘後，更被朝廷賜酒毒死。故亦有稱其為「狗頭軍師」。
- 朱武，梁山泊盧俊義軍師，地煞星第一位，外號「神機軍師」，雖無本事，卻精通陣法，廣有謀略。

### 引用
1. ↑  《三國志·魏書·荀攸傳》：太祖表封攸曰：「軍師荀攸，自初佐臣，無征不從，前後克敵，皆攸之謀也。」
2. ↑  《三國志·魏書·荀攸傳》：十二年，下令大論功行封，太祖曰：「忠正密謀，撫寧內外，文若是也。公達其次也。」增邑四百，並前七百戶，轉為中軍師。
3. ↑  《三國志·張既傳·魏略註》太祖見英甚喜，以為軍師，封列侯。
4. ↑  《三國志·諸葛亮傳》：「先主遂收江南，以亮為軍師中郎將，使督零陵、桂陽、長沙三郡，調其賦稅，以充軍實。」
5. ↑  《三國志·諸葛亮傳》：「成都平，以亮為軍師將軍，署左將軍府事。」
6. ↑  《三國志·法正傳》：「以正為蜀郡太守、揚武將軍，外統都畿，內為謀主。」
7. ↑  《三國志·全琮傳》：「赤烏九年，遷右大司馬、左軍師。」
8. ↑  《三國志·朱然傳》「九年，復征柤中，魏將李興等聞然深入，率步騎六千斷然後道，然夜出逆之，軍以勝反。……遣使拜然為左大司馬、右軍師。」
9. ↑  《晉書·衛瓘傳》：「鄧艾、鍾會之伐蜀也，瓘以本官持節監艾、會軍事，行鎮西軍司。」
10. ↑  . read.nlc.cn.   [2023-09-21].
11. ↑  . www.sohu.com.   [2023-09-21].
12. ↑  . www.dushu.com.   [2023-09-21].
13. ↑  . zh.wikisource.org.   [2023-09-21]. （原始内容存档于2023-09-29） （中文）.

## 外部連結
- 三国十大武将与十大军师[永久]